# 아라라트 쿠르드인 공화국
아라라트 공화국은 1927년에 터키 아리 주에서 쿠르드인이 독립을 선포한 국가이다. 1930년에 터키에 재병합되었다.

아라라트 공화국의 국기 1927-1930

## 같이 보기
- 마하바드 공화국
- 터키령 쿠르디스탄